# Altes Hauptgebäude der Technischen Hochschule Darmstadt
Das Alte Hauptgebäude der Technischen Hochschule Darmstadt ist ein historistisches Universitätsgebäude in Darmstadt in Hessen.

## Geschichte, Denkmalschutz
Das heute sogenannte Alte Hauptgebäude der Technischen Hochschule Darmstadt, in unmittelbarer Nähe des Herrngarten und heute mit den Adressen Hochschulstraße 1 und 3, wurde in den Jahren 1893 bis 1895 im Stil der Neorenaissance nach Plänen des Darmstädter „Baukunde“-Professors Heinrich Wagner erbaut.
Bald erwies sich der Bau aufgrund ständig steigender Studierendenzahl als zu klein und wurde bereits 1905 bis 1908 nach Plänen von Georg Wickop zu einer zwei Innenhöfe umschließenden Anlage mit verlängertem Westflügel erweitert.
Bei einem Luftangriff während des Zweiten Weltkriegs im September 1944 wurde das Bauwerk teilweise zerstört. Beim Wiederaufbau in der Nachkriegszeit wurden der Nord- und der Ostflügel des Gebäudes um ein Geschoss aufgestockt. Der westliche Seitenflügel war fast vollständig zerstört; er wurde 1955–1957 durch einen Neubau nach Plänen des Darmstädter Architekten und Hochschullehrers Heinrich Bartmann ersetzt, der noch heute – trotz 2012 noch einmal erneuerter Fassade – die Bezeichnung „Bombenlücke“ trägt.
Von der ursprünglichen Innenausstattung Alte Hauptgebäudes sind nur noch wenige Teile erhalten: Die gemusterten Terrazzoböden und das Haupttreppenhaus mit Granitstufen sowie Säulen und gusseisernem Geländer.
Aus architektonischen und stadtgeschichtlichen Gründen ist das alte Hauptgebäude der Technischen Hochschule Darmstadt ein Kulturdenkmal und in die Liste der Kulturdenkmäler in Darmstadt (Darmstadt Mitte) eingetragen. Die letzte umfassende Instandsetzung des Gebäudes erfolgte von 2013 bis 2016 unter Leitung des Darmstädter Architekturbüros Rittmannsperger.

## Beschreibung
Die alte nördliche Hauptfassade an der Hochschulstraße wird durch einen Mittelrisalit vertikal gegliedert und betont. Wegen des Bauplatzzuschnitts ist die Gebäudesymmetrie durch den kürzeren Ostflügel leicht gestört. Den in der Mitte angeordneten Haupteingang mit drei Rundbogenportalen und vorgelagerter Freitreppe bekrönt über dem Mitteltor ein großherzogliches Wappen mit zwei Löwen. Darüber wird der fünfachsige Mittelrisalit noch einmal von einem vortretenden, dreiachsigen Portikus mit Halbsäulen und einem oben abschließenden Tympanon hervorgehoben. Im Tympanonfeld befinden sich vollplastisch ausgearbeitete Skulpturen des Stuttgarter Bildhauers Theodor Bausch, welche allegorisch das Bauwesen symbolisieren: Zentrale Mittelfigur ist die römische Göttin Minerva als Beschützerin von Handwerk und Gewerbe, aber auch der Künste. Sie sitzt auf einem Thron und reicht einen Lorbeer. Zu ihrer Rechten lagert die Bauingenieurskunst in Gestalt einer Frau, die als Attribut ein Tunnel-Modell hält; außen wird die Geometrie durch einen über einen Globus gebeugten Mann mit Messinstrumenten dargestellt. Zur Linken der Minerva steht die Baukunst als eine auf ein Kapitell gestützte Frauengestalt, außen daneben die Mechanik als ein am Amboss schmiedender Jüngling.
Seitlich des Nordflügel-Mittelrisalits befinden sich zwischen den Obergeschossfenstern rahmende Kartuschen mit Porträts von Persönlichkeiten aus Forschung und Wissenschaft.